# KoreanCinemaWeek
코리안시네마위크( - コリアン・シネマ・ウィーク, Korean Cinema Week)는 2001년 10월 도쿄 국제 영화제의 제휴기획으로 주일한국문화원에서 주최하는 영화제이다. 영화를 통해 한국의 영상문화는 물론 한국의 다양한 문화와 사회 및 한국인의 정서를 함께 소개하는 문화행사로 한국과 일본의 문화교류증진과 우호친선을 위해 일본에 미개봉된 작품을 중심으로 상영하고 있다.

## 역대 상영작
| 연도   | 회차                               | 기간                 | 장소                                       | 작품수 | 상영작 |
| 2001년 | 1 보관됨 2014-02-22 - 웨이백 머신  | 10월 30일-11월 4일   | 동경국제포럼 영상홀                        | 6편    | 신라의 달밤 (김상진 감독, 이성재/차승원/김혜수 주연) \| 엽기적인 그녀 (곽재용 감독, 전지현/차태현 주연) 파이란 (송해성 감독, 최민식/장바이즈/손병호 주연) 나도 아내가 있었으면 좋겠다 (박훈식 감독, 설경구/전도연/진희경 주연) 라이방 (장수현 감독, 김해곤/조준형/최학락 주연) 소름 (윤종찬 감독, 장진영/김명민/조안 주연)              |
| 2002년 | 2 보관됨 2014-02-22 - 웨이백 머신  | 10월 27일-11월 1일   | 과학기술관 사이언스홀,긴자가스홀, 야마하홀 | 6편    | 취화선 (임권택 감독, 최민식/안성기/유호정 주연) 달마야, 놀자 (박철관 감독, 박신양/정진영 /박상면주연) 후아유 (최호 감독, 이나영/조승우 주연) 예스터데이 (정윤수 감독, 김승우/김윤진/최민수 주연) 오버 더 레인보우 (안진우 감독, 이정재/장진영/정찬 주연) 해적, 디스코 왕 되다 (김동원감독, 이정진/양동근/임창정 주연)                   |
| 2003년 | 3 보관됨 2014-02-22 - 웨이백 머신  | 11월 4, 11월 6일-8일 | 이이노홀                                   | 5편    | 가문의 영광 (정흥순 감독, 정준호/김정은/유동근 주연) 피아노 치는 대통령 (전만배 감독, 안성기/최지우 주연 광복절 특사 (김상진 감독, 차승원/설경구/송윤아 주연 공공의 적 (강우석 감독, 설경구/이정재 주연 와일드 카드 (김유진 감독, 정진영/양동근 주연)                                                                                   |
| 2004년 | 4 보관됨 2014-02-22 - 웨이백 머신  | 10월 30일-11월 4일   | 야마하홀                                   | 5편    | 오구 (이윤택 감독, 강부자/이재은 주연) 화성으로 간 사나이 (김정권 감독, 신하균/김희선 주연 별 (장형익 감독, 유오성/박진희 주연 안녕! 유에프오 (김진민 감독, 이범수/이은주 주연 마리이야기 (이성강 감독, 이병헌/안성기/배종옥 /공효진목소리 출연)                                                                                        |
| 2005년 | 5 보관됨 2014-02-22 - 웨이백 머신  | 10월 24일-10월 28일  | 야마하홀                                   | 5편    | 현대 한국여성감독 특집 태풍태양 (정재은 감독, 김강우/천정명/이천희 주연) 버스, 정류장 (이미연감독, 김태우/김민정 주연) 질투는 나의 힘 (박찬옥 감독, 박해일/문성근/배종옥 주연) 미소 (박경희 감독, 추상미/송일곤 주연 좋은 사람 있으면 소개시켜 줘 (모지은 감독, 신은경/정준호 주연)                                                     |
| 2006년 | 6 보관됨 2014-02-22 - 웨이백 머신  | 10월 30일-11월 4일   | 분카무라시어터 코쿤                        | 5편    | 가족간의 유대관계 특집 엄마 (구성주 감독, 고두심/손병호 주연) 산책 (이정국 감독, 김상중/박진희 주연) 모두들, 괜찮아요? (남선호 감독, 김유석/김호정/이순재 주연) 가문의 위기 (정용기 감독, 신현준/김원희 주연 가족 (이정철 감독, 주현/수애 주연)                                                                                         |
| 2007년 | 7 보관됨 2014-02-22 - 웨이백 머신  | 10월 26일-10월 28일  | 분카무라오차드홀                           | 5편    | 맨발의 기봉이 (권수경 감독, 신현준/김수미 주연) 우아한 세계 (한재림 감독, 송강호/오달수 주연) 눈부신 날에 (박광수 감독, 박신양/서신애 주연) 아이스 바 (여인광 감독, 신애라/박지빈 주연) 마음이... (박은형 /오달균감독, 유승호/김향기/달이 주연)                                                                                         |
| 2008년 | 8 보관됨 2016-03-04 - 웨이백 머신  | 10월 19일-22일       | 요미우리홀, 소게츠홀                       | 5편    | 카리스마 탈출기 (권남기 감독, 안재모/윤은혜 주연) 식객 (전윤수 감독, 김강우/임원희 주연) 바보 (김정권 감독, 차태현/하지원 주연) 더 게임 (윤인호 감독, 신하균/변희봉 주연) 사랑을 놓치다 (추창민 감독, 설경구/송윤아 주연) |
| 2009년 | 9                                  | 10월 18일-19일       | 신주쿠미라노2                              | 3편    | 워낭소리 (이충렬 감독, 최원균/이삼순 주연) 고고70 (최호 감독, 조승우/신민아 주연) 우리집에 왜 왔니 (황수아 감독, 강혜정/박희순 주연) |
| 2010년 | 10 보관됨 2018-07-26 - 웨이백 머신 | 10월 18일-19일       | 신주쿠미라노1                              | 5편    | 하모니 (강대규 감독, 김윤진/나문희 주연) 내 깡패 같은 애인 (김광식감독, 박중훈/정유미 주연) 식객: 김치전쟁 (백동훈 감독, 김정은/진구 주연) 집행자 (최진호 감독, 조재현/윤계상 주연) 베스트셀러 (이정호 감독, 엄정화/류승룡 주연) |
| 2011년 | 11 보관됨 2016-03-04 - 웨이백 머신 | 10월 30일-31일       | 이이노홀                                   | 10편   | 한국여성영화감독 작품쇼케이스 된장 (이서군 감독, 이요원/류승룡 주연) 경 (김정 감독, 양은영/이호영 주연) 땅의 여자 (권우정 감독, 서희주/남성민 주연) 고백 (유지영 감독) 토요근무 (구은지 감독) 도시 (김예영 감독, 김영근 감독) 죽은 개를 찾아서 (김숙현 감독) 사라진 밤 (차성덕 감독) 여자만세 (신수원 감독) 산정호수의 맛 (부지영 감독) |
| 2012년 | 12 보관됨 2016-03-04 - 웨이백 머신 | 10월 20일-23일       | 주일한국문화원                             | 5편    | 건축학개론 (이용주 감독, 엄태웅/한가인 주연) 두레소리 (조정래 감독, 김슬기/조아름 주연) 써니 (강형철 감독, 유호정/진희경 주연) 마마 (최익환 감독, 엄정화/김해숙 주연) 세상에서 가장 아름다운 이별 (민규동 감독, 배종옥/김갑수 주연) |